# 科丰路站
科丰路站是广州地铁7号线的一个车站，位於中国广东省广州市黄埔区科丰路开泰大道口的地底，2023年12月28日随7号线二期通车而启用。

## 车站结构

### 车站楼层
本站为地下二层单跨、岛式站台车站，设计总长度296.5m，标准段宽21.3m。地面为车站出入口，周边为科丰路、开泰大道、大壮国际广场及邻近建筑，地下一层为站厅，地下二层为7号线站台。车站与下穿开泰大道的科丰开泰大道隧道同步建设。
| 地下一层 | 站厅                       | 售票機、客服中心、商店、警务室、安检设施 |  |  |
| 地下二层 | 2 站台                     | █7号线 美的大道方向（下站：加莊）        |  |  |
|          | 岛式站台（卫生间、母婴室） |                                          |  |  |
|          | 1 站台                     | █7号线 燕山方向（下站：蘿崗）            |  |  |

### 站厅
科丰路站站厅設有自动售票機及智能客務中心。

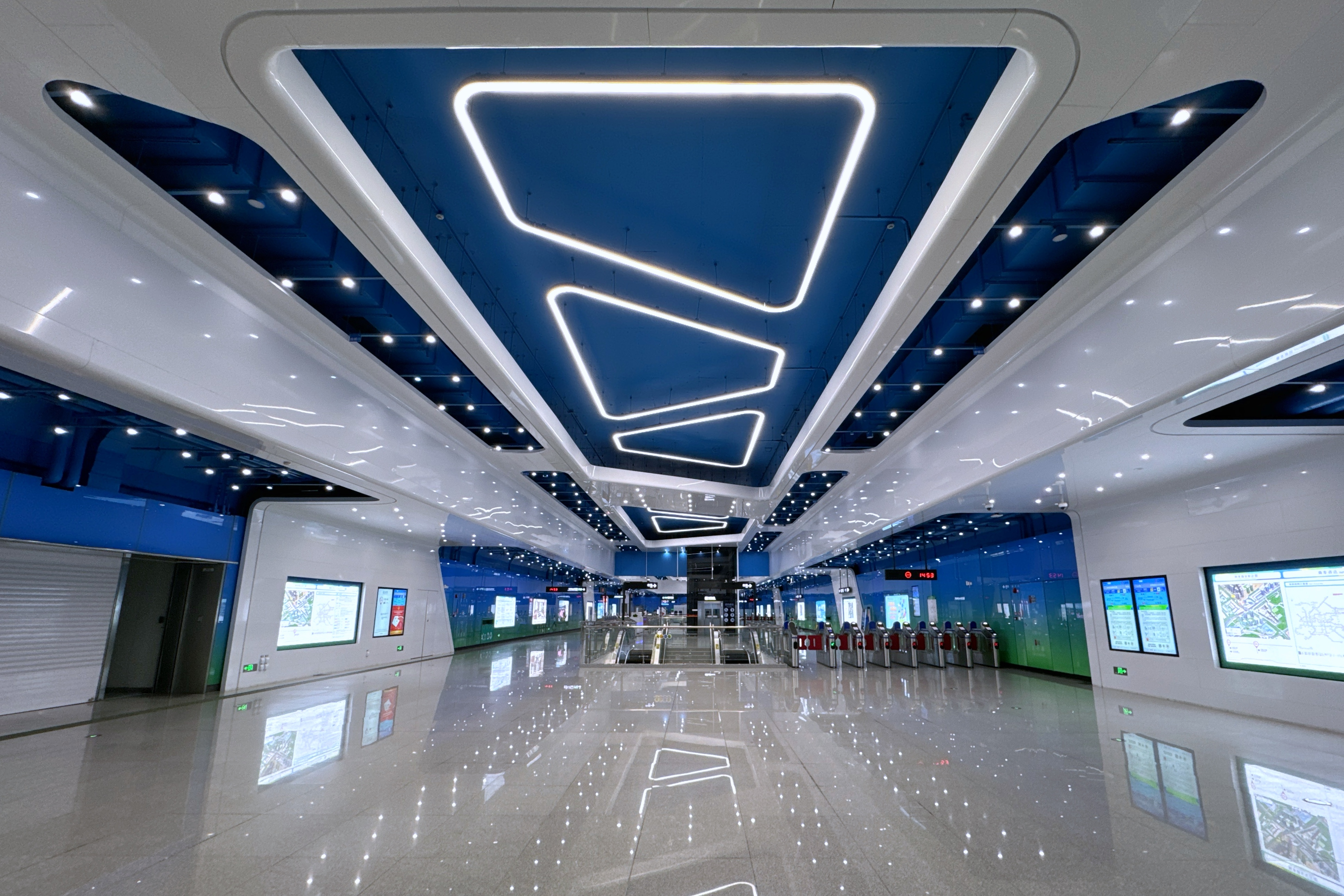
站厅

收费区内设有专用电梯、多条扶手电梯及楼梯方便乘客前往月台。

### 站台
本站将设有一个岛式站台，位于科丰路西侧的地底。本站的卫生间及母婴室设于站台往美的大道方向的一端。
此外，本站月台南端设有一条單渡线。

### 出入口
科丰路站在设计时设置4个出入口。车站启用时，仅开放位于开泰大道科丰路口西侧的C、D口供乘客进出，而马路另一侧的B口于2025年1月26日启用；另有A口尚未落实建设。
本站B口与临近的大壮国际广场仅相隔一条乌涌，但地铁公司认为下穿河涌的风险较高，故未设置通道连接。另本站与苏元站相距约800米，地铁公司认为两站间的距离过长，且在萝岗站和水西站已可分别与6号线和21号线换乘，故未设置长换乘通道连接两站，而是在C口预留了连接萝岗万达广场的接口，后者现已与苏元站相连。
|                                           |                                                       |      |          |                                                                      |
| 編號                                      | 设施                                                  | 照片 | 出口指示 | 建議前往的目的地                                                     |
| B                                         | 盲道标志 · 无障碍通道标志 · 扶手电梯标志              |      | 开泰大道 |                                                                      |
| C                                         | 盲道标志 · 升降机标志 · 无障碍通道标志 · 扶手电梯标志 |      | 开泰大道 | 开泰大道（科丰路口）公交车站（西行）、萝岗万达广场公交总站           |
| D                                         | 盲道标志 · 扶手电梯标志                               |      | 开泰大道 | 黄埔区图书馆（归谷科技园分馆）、开泰大道（科丰路口）公交车站（东行） |
| 註： 設有 \| 設有 \| 設有 \| 設有扶手電梯 |                                                       |      |          |                                                                      |

## 历史

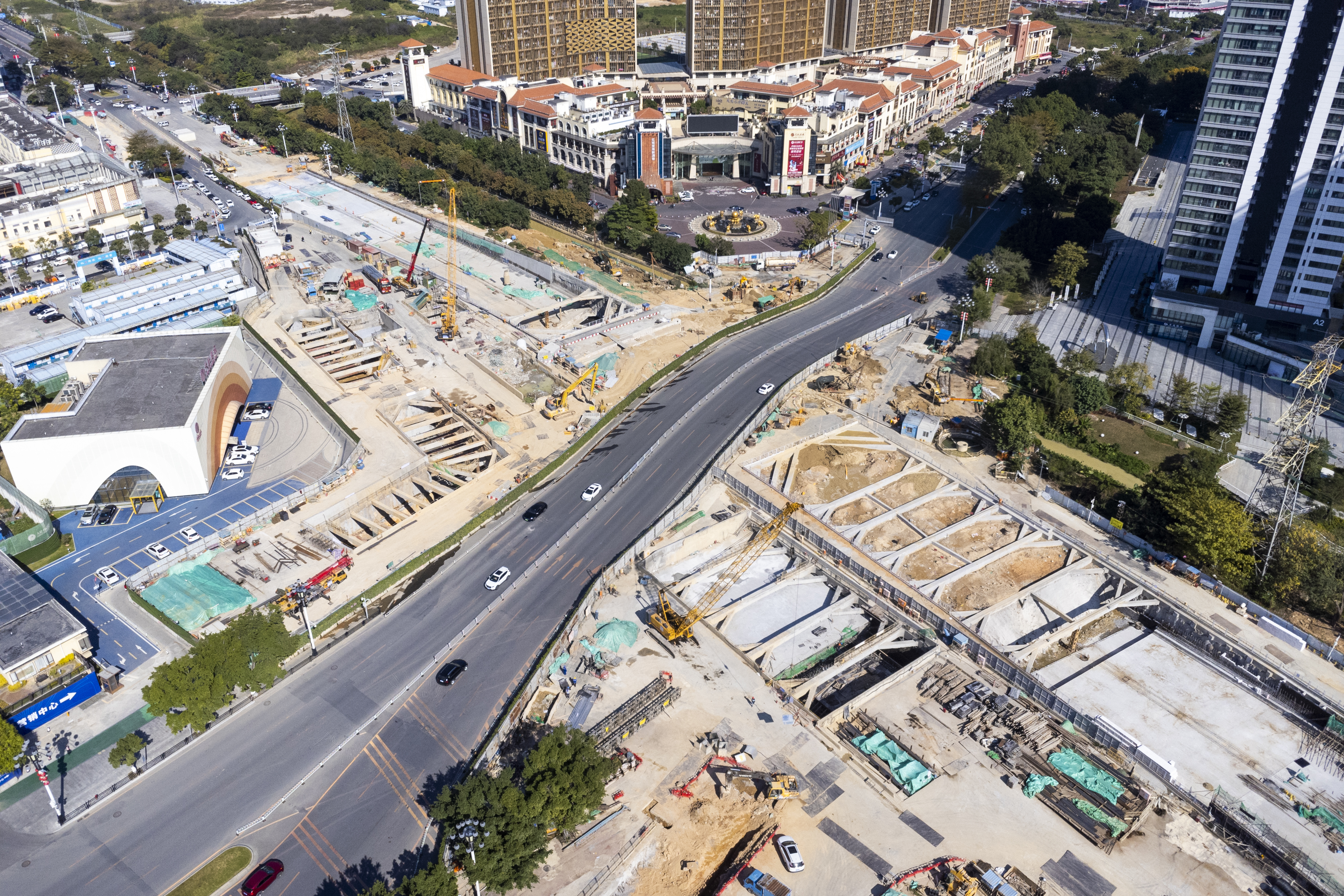
车站工地（2023年1月）

在2017年获批的广州地铁三期建设规划方案中，7号线在新阳西路与开泰大道交叉口附近（即本站现时位置东侧）设新阳西路站；2018年本线环评阶段中，新阳西路站调整至本站位置，命名为科丰路站，并最终得到落实。
2019年9月4日，本站开始围蔽施工。
2023年12月28日12时，7号线二期开通运营，本站正式启用。